# Professor Layton and the Spectre's Call
Professor Layton and the Spectre's Call, anomenat al Japó Professor Layton and the Devil's Flute (レイトン教授と魔神の笛, Reiton-kyōju to Majin no Fue, literalment El professor Layton i la flauta del diable) i Professor Layton and the Last Specter fora d'Europa, és un videojoc de trencaclosques i aventura gràfica desenvolupat per Level-5, per a Nintendo DS. Es tracta del quart joc de la sèrie Professor Layton, i és una preqüela que té lloc tres anys abans de la primera trilogia. Explica com el professor Layton va conèixer el seu aprenent, Luke Triton, i es presenta l'Emmy Altava, l'assistent del professor.
Les versions no-europees del videojoc inclouen un joc de rol addicional intitulat Professor Layton's London Life, en el qual els jugadors poden interaccionar amb diversos personatges de la sèrie. London Life es va eliminar de les versions europees perquè la traducció dels textos hauria retardat significativament l'estrena del videojoc.

## Jugabilitat

Interfície d'un puzle

A Professor Layton and the Spectre's Call el jugador controla els tres personatges protagonistes (el professor Hershel Layton, l'ajudant Emmy Altava i el jove Luke Triton) mentre es mouen en un poble anomenat Misthallery. Durant el transcurs de la història apareixeran diversos misteris que més endavant es resoldran. Per moure's per Misthallery cal prémer una icona en forma de sabata i després una fletxa en la direcció que el jugador es vol desplaçar. Mentre s'explora qualsevol dels escenaris, el jugador pot prémer qualsevol punt de la pantalla tàctil de la Nintendo DS per descobrir objectes, monedes, puzles o bé diàlegs amb els personatges.
Molts dels puzles s'obtenen després de parlar amb un personatge. El videojoc compta amb més de 170 trencaclosques de diversos tipus: de lògica, brain teasers, de moure blocs i d'habilitat mental, entre d'altres. Cada puzle té un valor en "picarats", la puntuació del joc, que indica la seva dificultat. Si s'introdueix una resposta incorrecta, els picarats disminueixen. El jugador pot consultar pistes a canvi de monedes, que l'ajudaran a resoldre el trencaclosques més fàcilment. A través de la connexió Wi-Fi de Nintendo (inoperativa des del 2014) es poden descarregar puzles addicionals, disponibles setmanalment durant 33 setmanes.
Professor Layton and the Spectre's Call compta també amb tres minijocs accessibles des del joc principal a través del menú. Per poder-hi jugar cal haver avançat prou en la trama del videojoc. A més, també cal resoldre determinats puzles.
El minijoc del tren de joguina requereix construir un recorregut de vies de tren en un complex tauler de joc. El tren ha de passar per cada estació i arribar a la meta, i, en alguns dels nivells, ha d'esquivar cotxes i altres trens. El vehicle necessita combustible per desplaçar-se, cosa que limita el nombre de rails que es poden col·locar.
El minijoc del peix consisteix a controlar un peix per recollir totes les monedes que floten en la seva peixera. El jugador pot alterar el recorregut de l'animal col·locant bombolles en determinats punts. En la versió japonesa, però, aquest minijoc és diferent.
Al teatre de titelles el jugador ha de confeccionar el guió d'una obra de teatre perquè tingui sentit.
Després d'avançar en la història es pot desbloquejar un altre minijoc, anomenat Mouse Alley (carreró dels ratolins). A diferència dels altres minijocs, aquest és accessible a través d'un personatge del joc, i no a través del menú. El seu objectiu és tocar (amb el llapis tàctil) tants ratolins com sigui possible en un límit de temps.

## Argument
Professor Layton and the Spectre's Call se situa tres anys abans dels esdeveniments de Professor Layton and the Curious Village en un poble anglès fictici, Misthallery. Els habitants de Misthallery coneixen una llegenda d'un espectre que es mou entre la boira per protegir el poble quan sona una flauta. Ara, un monstre, suposadament el mateix espectre, ataca el poble durant la nit, destruint-ne els edificis. El professor Layton, acompanyat de la seva ajudant Emmy Altava, a qui acaba de conèixer, es dirigeix fins a Misthallery per resoldre el cas de l'espectre, després de rebre una carta signada pel seu amic Clark Triton, alcalde del municipi. El professor coneixerà el fill del batlle, Luke Triton, qui esdevindrà a partir de llavors el seu aprenent.

## Professor Layton's London Life
Professor Layton's London Life (レイトン教授のロンドンライフ, Layton-kyōju no Rondon Raifu) és un joc de rol desenvolupat en col·laboració amb Brownie Brown, inclòs a Professor Layton and the Spectre's Call. A London Life, el jugador crea un personatge que pot personalitzar més endavant amb roba i accessoris. L'acció es desenvolupa a Little London, una petita ciutat inspirada en Londres. A la ciutat, el jugador pot crear i decorar la seva habitació i realitzar encàrrecs per als habitants, que són molts dels personatges dels quatre jocs de la sèrie Professor Layton publicats fins llavors. També s'hi inclouen personatges de la pel·lícula d'animació estrenada el mateix any, Professor Layton and the Eternal Diva.
London Life només es pot jugar després de completar la història principal de la versió japonesa del videojoc, tot i que és accessible des del començament en les versions nord-americana i australiana. La versió europea no inclou London Life perquè traduir-lo hauria endarrerit considerablement l'estrena del joc principal.

## Recepció
Professor Layton and the Last Specter va rebre crítiques positives en general. Molts crítics afirmaven que tot i que el videojoc és similar als títols anteriors, la sèrie havia trobat una fórmula que funcionava i que no calia canviar. IGN compartia aquesta opinió i afegia que el joc "posava més atenció en els detalls, tot fent-lo més majestuós" que els seus predecessors. Els puzles van rebre crítiques variades. Els analistes comentaven que s'assemblaven massa als puzles d'altres títols de la sèrie, i alguns tendien a ser vagues o sense dificultat. No obstant això, GamePro opinava que els puzles eren "més equilibrats" que a les entregues anteriors.

## Banda sonora
| 1.            | «魔神の笛の旋律»                            | The Specter's Melody            | 0:22  |
| 2.            | «魔神の笛のテーマ»                          | The Last Specter's Theme        | 3:50  |
| 3.            | «魔神出現»                                  | The Specter Appears             | 1:01  |
| 4.            | «水の町~ミストハレリ昼»                     | Misthallery's Many Canals       | 3:26  |
| 5.            | «謎5»                                       | More Puzzles                    | 2:28  |
| 6.            | «不思議な話»                                | A Strange Story                 | 2:22  |
| 7.            | «風の町~ハイヤードヒル»                     | The Wind on Highyard Hill       | 2:33  |
| 8.            | «影のある邸宅»                              | The Darkened Manor              | 2:34  |
| 9.            | «穏やかな午後»                              | A Quiet Afternoon               | 1:42  |
| 10.           | «ランブル!»                                 | Rumble!                         | 1:52  |
| 11.           | «謎6~推理»                                  | Puzzle Deductions               | 2:33  |
| 12.           | «闇市場»                                    | The Black Market                | 2:00  |
| 13.           | «静かな時間»                                | A Quiet Moment                  | 1:19  |
| 14.           | «霧の町~ミストハレリ夜»                     | Foggy Misthallery               | 3:29  |
| 15.           | «教授のカバン~ミラクルフィッシュ»           | The Fish                        | 2:20  |
| 16.           | «教授のカバン~人形劇»                       | The Puppets                     | 2:13  |
| 17.           | «教授のカバン~ミニチュアトレイン»           | The Toy Train                   | 1:51  |
| 18.           | «ゴーストファクトリー»                      | The Abandoned Factory           | 2:09  |
| 19.           | «デスコールのテーマ»                        | Descole's Theme                 | 2:44  |
| 20.           | «ラストバトルのテーマ»                      | The Final Battle                | 4:03  |
| 21.           | «伝説の楽園»                                | The Golden Garden               | 4:09  |
| 22.           | «楽園の守り神~ラグーシのテーマ»             | Loosha's Theme                  | 2:55  |
| 23.           | «謎5 <生演奏ヴァージョン>»                  | More Puzzles (Live Version)     | 4:18  |
| 24.           | «ラストバトルのテーマ <生演奏ヴァージョン>» | The Final Battle (Live Version) | 3:32  |
| 25.           | «デスコールのテーマ <生演奏ヴァージョン>»   | Descole's Theme (Live Version)  | 2:43  |
| Durada total: | Durada total:                               | Durada total:                   | 64:28 |